# 榨广椒
榨广椒是宜昌当地小吃，也被写作“炸广椒”。

## 制作方法
榨广椒是将红辣椒晒干、切碎，与玉米面混合，加入花椒、鲜姜、大蒜、食盐等调味料，放入坛中，压实密封，以泡菜手法制成。
现代也有用大米粉代替玉米面制作的榨广椒。

## 食用方法
过去鄂西一带少盐，土家族多用榨广椒作为佐食配料，出门旅行时也作为佐菜。而在现代，多为荤菜的配菜，宜昌一代烹饪粉蒸肉、扣肉多用榨广椒做底料。榨广椒炒肥肠、榨广椒炒腊肉也是鄂西一代家常菜肴。